# Faisqueira
Faisqueira é um dos três distritos constituintes do município brasileiro de Ubaitaba, na Bahia. Os outros dois distritos são o distrito-sede do município, Ubaitaba, e o distrito de Piraúna.
O distrito é centrado num pequeno povoado que localiza-se às margens da rodovia federal BR-030, que liga Ubaitaba a Maraú, sendo também margeado pelo Rio de Contas.

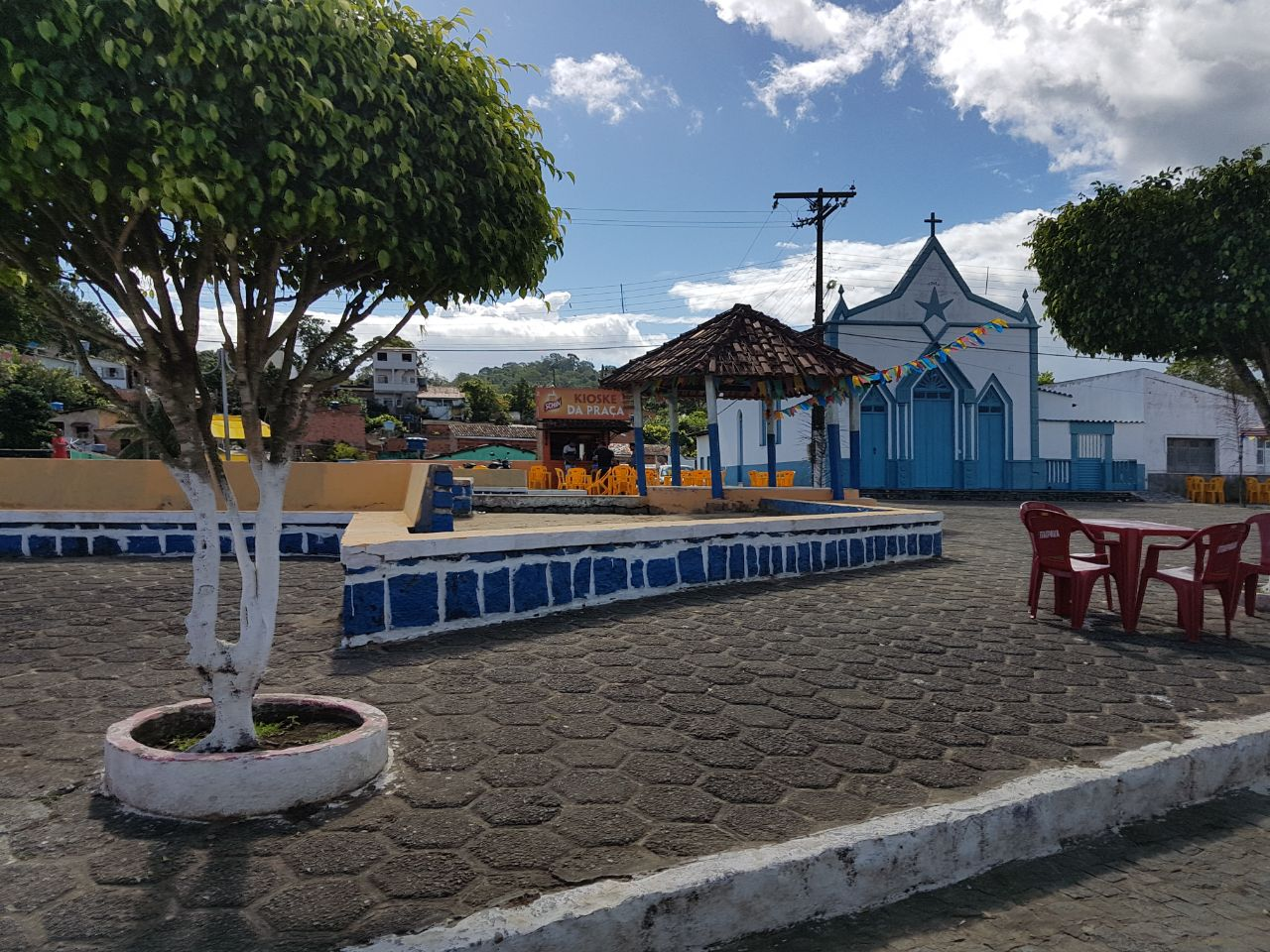
Praça Nossa Senhora de Lourdes e Igreja Nossa Senhora de Lourdes em Faisqueira, distrito do município de Ubaitaba. Esta praça fica localizada no centro do distrito.

A sua povoação é pouco numerosa, centrada ao redor da Praça Nossa Senhora de Lourdes. No entorno, localizam-se a principal igreja do povoado, a Igreja Nossa Senhora de Lourdes, e o Colégio Municipal de Faisqueira (CMF).
Em 2016, o time Faisqueira I (do distrito de Faisqueira) foi consagrado bicampeão municipal no Campeonato Interbairros daquele ano.